# Thunder Road (film, 2018)
Pour les articles homonymes, voir Thunder Road.
Pour plus de détails, voir Fiche technique et Distribution.
Thunder Road est un film américain réalisé par Jim Cummings, sorti en 2018. Il s'agit de l'adaptation de son court métrage du même titre (2016), dont le titre fait référence à la chanson Thunder Road de Bruce Springsteen, évoquant le personnage principal lors des funérailles de sa mère dans la première scène du film.
Il est sélectionné par plusieurs festivals en 2018, et remporte deux grands prix du jury au festival South by Southwest et au festival du cinéma américain de Deauville.

## Synopsis
Le film raconte l'effondrement psychologique de Jimmy Arnaud, policier texan, après le décès de sa mère.
Lors des funérailles de sa mère, Jim Arnaud tente dans un discours décousu de faire un hommage à sa mère. Il finit en dansant sur la chanson de Bruce Springsteen, Thunder Road, mais le lecteur de CD rose de sa fille de 9 ans ne fonctionne pas. 
Il est déjà séparé de sa femme, mais avec une garde alternée de leur fille Crystal. Son épouse Rosalind demande le divorce et la garde exclusive. 
Il vend le studio de danse de sa mère pour payer son divorce, mais il perd son procès à cause d'une parole malheureuse devant le juge. Ce même jour, il est renvoyé de son poste de policier pour s’être bagarré avec son coéquipier. 
Au retour d'un voyage pour aller rendre visite à sa sœur et se recueillir sur la tombe de sa mère, il découvre Rosalind morte d'une overdose. C'est sa fille Crystal qui a dû appeler la police.

## Fiche technique
Sauf indication contraire, les informations mentionnées dans cette section peuvent être confirmées par les bases de données cinématographiques IMDb et Allociné,  présentes dans la section « Liens externes ».
- Titre original : Thunder Road
- Réalisation et scénario : Jim Cummings
- Musique : Jim Cummings
- Direction artistique : Joscelyne Ponder
- Décors : Charlie Textor
- Costumes : Michaela Beach
- Photographie : Lowell A. Meyer
- Son : Danny Madden et Jackie Zhou
- Montage : Jim Cummings et Brian Vannuci
- Production : Natalie Metzger, Zack Parker et Ben Wiessner
- Production déléguée : Kieran Barry, John Cummings, Matt Miller et William Pisciotta
- Sociétés de production : The 10 East et Vanishing Angle
- Sociétés de distribution : Vanishing Angle (États-Unis) ; Paname Distribution (France)
- Pays de production :  États-Unis
- Langue originale : anglais
- Format : couleur
- Genre : comédie dramatique
- Durée : 92 minutes
- Date de sortie :
  - États-Unis : 12 mars 2018 (festival South by Southwest) ; 12 octobre 2018 (sortie nationale)
  - France : 12 septembre 2018

## Distribution
- Jim Cummings : l'officier Jim Arnaud
- Kendal Farr : Crystal Arnaud, fille de Jim et Rosalind
- Jocelyn DeBoer : Rosalind Arnaud
- Nican Robinson : l'officier Nate Lewis
- Bill Wise : le capitaine
- Chelsea Edmundson : Morgan Arnaud, soeur de Jim
- Macon Blair : Dustin Zahn
- Ammie Leonards : Celia Lewis, épouse de Nate
- Shelley Calene-Black : Donna, l'avocate
- Jordan Ray Fox : l'officier Doug

## Production

### Genèse
En 2016, Jim Cummings réalise le court-métrage Thunder Road (en) qui est sélectionné et récompensé du grand prix du festival de Sundance.

### Tournage
Le tournage se déroule en quinze jours, en novembre 2017, à Austin au Texas,. Jim Cummings fait appel à ses amis pour bénéficier des lieux de tournage.

## Accueil critique
Désigné comme l'un des cinq meilleurs films de l'année 2018 par la critique Murielle Joudet du Monde : Jim Cummings : une crise tragi-comique qui délire le monde et sauve seulement une petite fille.

## Récompenses
Le film est sélectionné dans plusieurs festivals comme l'Acid au Festival de Cannes.
- South by Southwest 2018 : grand prix du jury[4]
- Festival du cinéma américain de Deauville 2018 : grand prix du jury[5]
- Festival international du film de Seattle 2018 :
  - Grand prix du jury
  - Meilleur acteur
- Festival du film de Nashville 2018 : grand prix du jury du meilleur réalisateur
- Vevey International Funny Film Festival 2018 : prix du jury des jeunes